# Василев, Марин
Марин Василев Селёвлев (болг. Марин Василев Сельовлев; 27 августа 1867, Шумен, Османская империя — 14 декабря 1931, София) — болгарский скульптор, педагог, профессор.

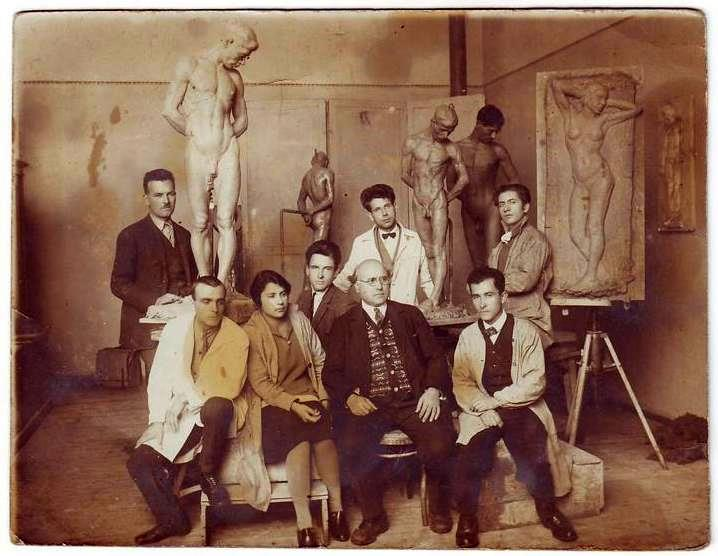
Профессор М. Василев (сидит в центре) со своими учениками. 1928

Вместе с Борисом Шацем и Жеко Спиридоновым считается одним из трёх основоположников современной скульптуры в Болгарии.

## Биография
В 1886 окончил педагогическое училище. В 1890 году — школу скульптуры и обработки камня в Хоржице (Богемия). Вернувшись на родину, стал преподавателем в Государственной ремесленной школе в Софии.
С 1891 по 1894 год изучал декоративно-монументальную скульптуру в мюнхенской Академии художеств. В 1894—1896 годах изучал композицию в классе профессора Йозефа Вацлава Мысльбека в пражском художественно-промышленном училище.
По возвращении в Болгарию в 1899 году Марин Васильев начал преподавать моделирование, скульптуру и обработку камня в Промышленной школе искусств Софии (ныне Болгарская национальная художественная академия), где с 1911 года был профессором. Воспитал ряд известных болгарских скульпторов (Мара Георгиева, Пётр Рамаданов, художник Никола Петров и др.).

## Творчество

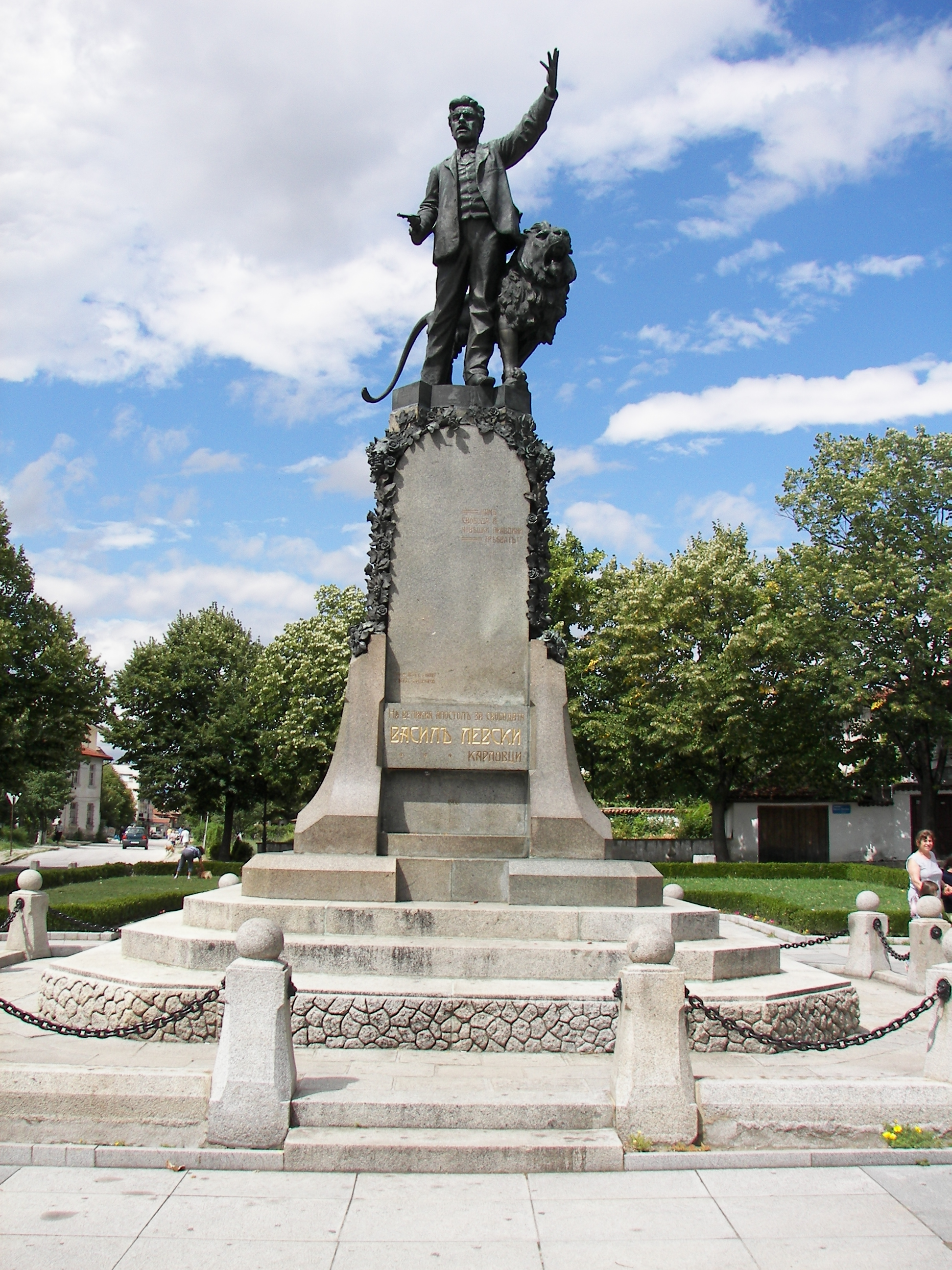
Памятник Левскому (со львом) в Карлово, на родине. Скульптор М. Василев

Автор памятников, скульптурных композиций и портретов. Его работы украшают ныне многие общественные сооружения в Софии, в том числе, Центральный военный клуб (в соавт. с арх. Антонином Коларом, 1897), Министерство внешней торговли (1912), Сберегательную кассу (1912), Софийский банк (ныне Центральное управление банка, 1914) и др.

## Избранные работы
- Памятник Василу Левскому в Карлово (1902),
- Памятник Христо Данова (1909—1911),
- Памятник Ивана Шишманова (1920),
- Памятник погибшим за свободу Болгарии

Работы Марина Василева
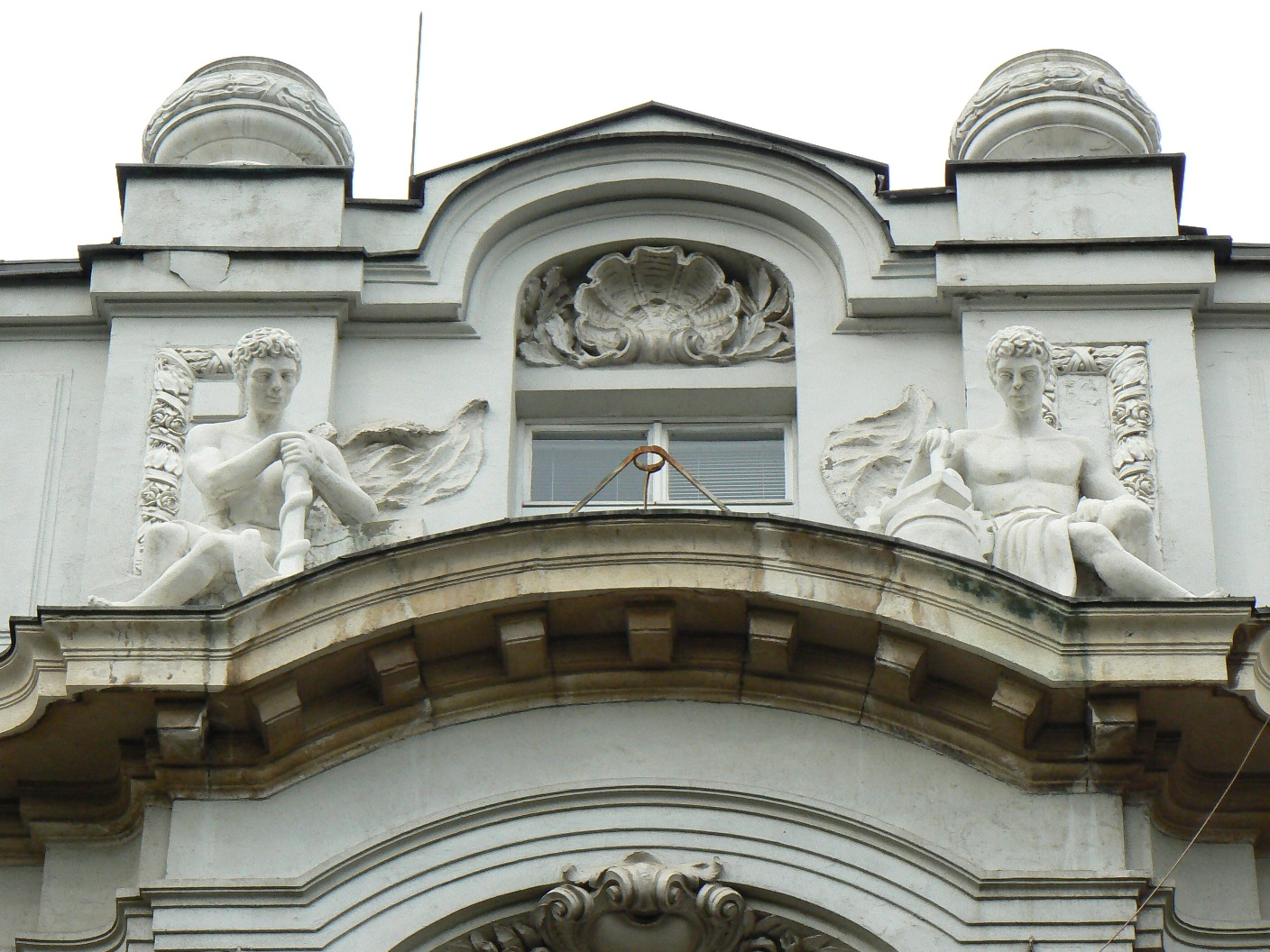
Скульптуры на здании Софийского банка
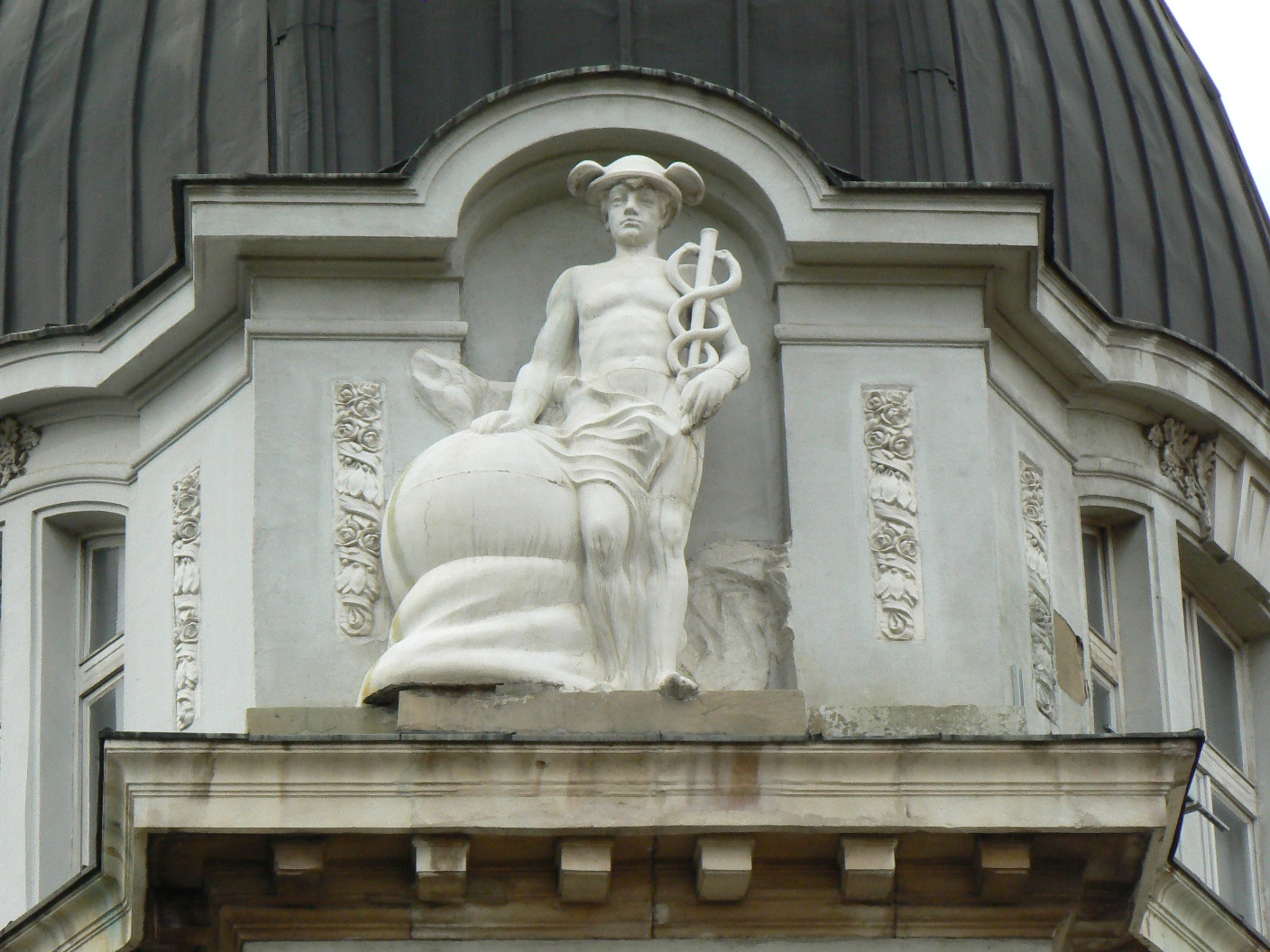
Гермес, орнамент на здании Софийского банка
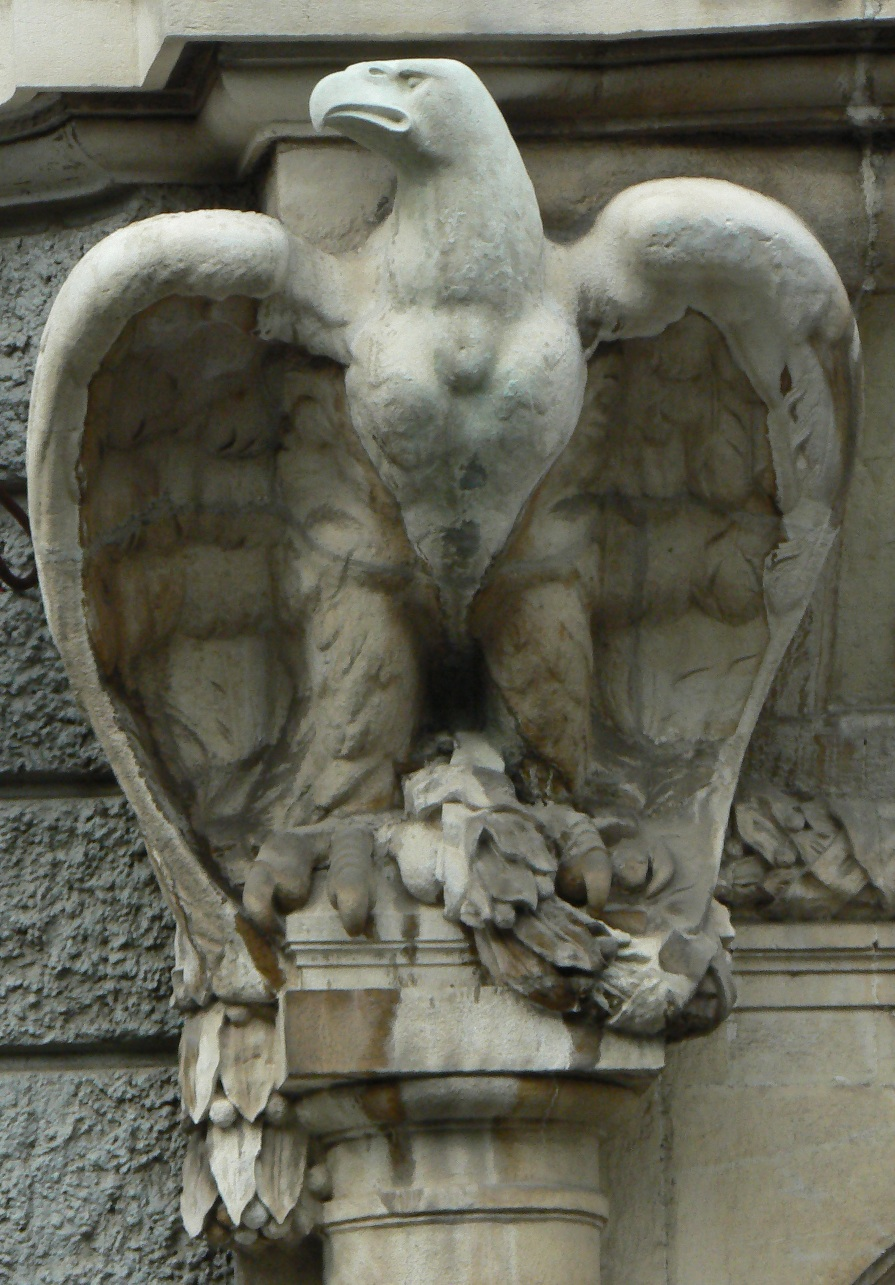
Орёл, орнамент над входом в Софийский банк
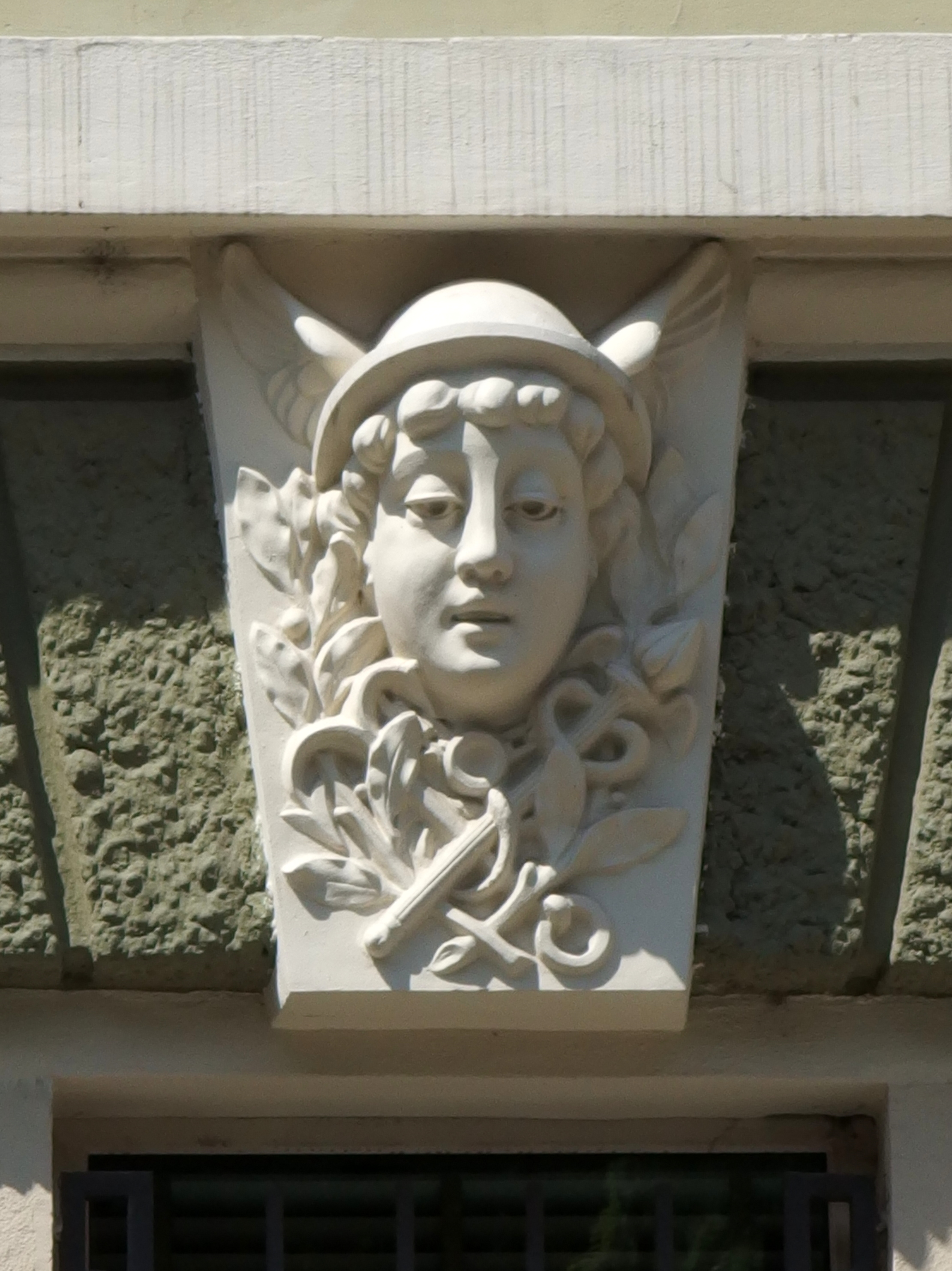
Маскарон на здании Софийского банка
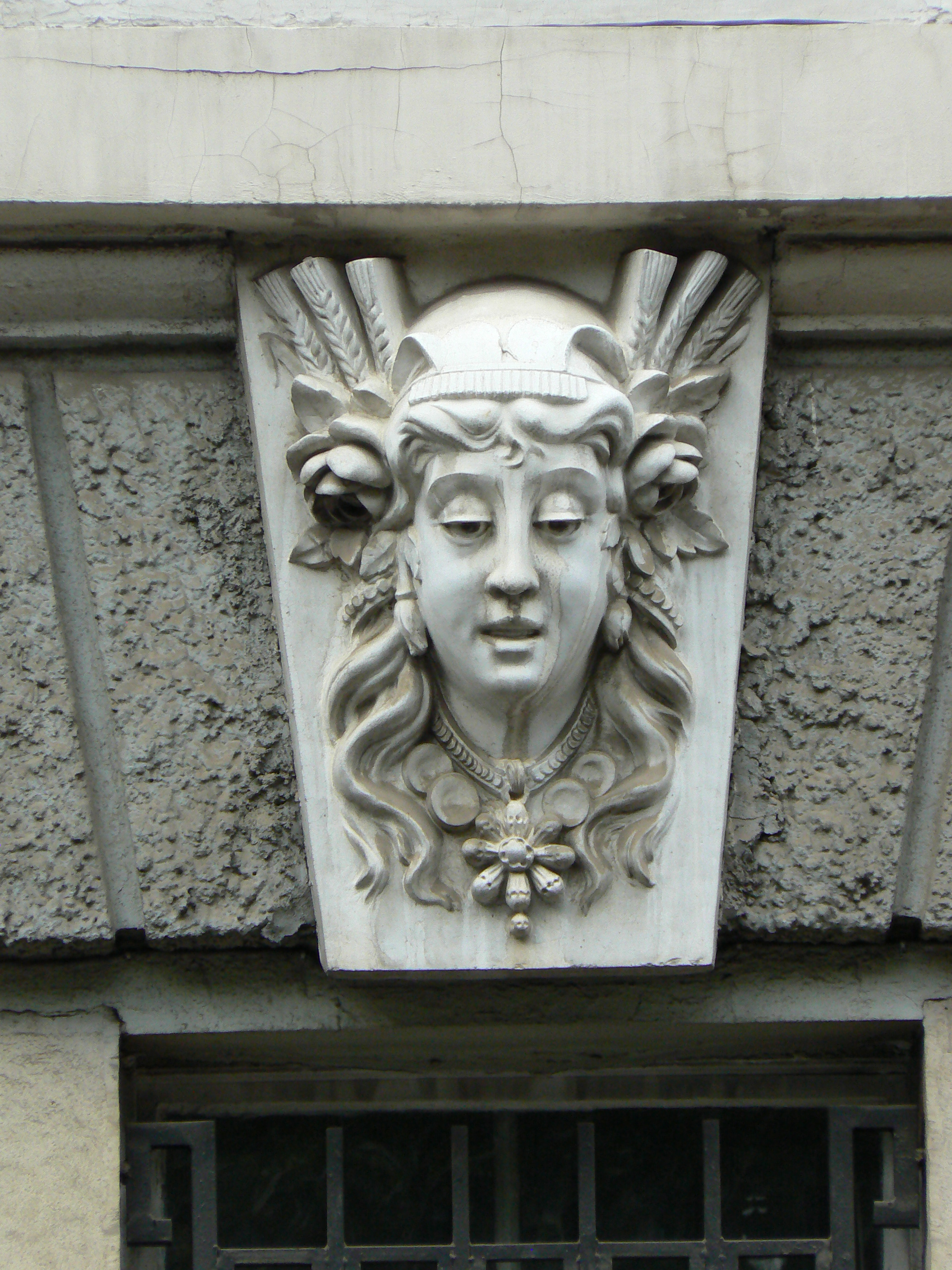
Маскарон на здании Софийского банка
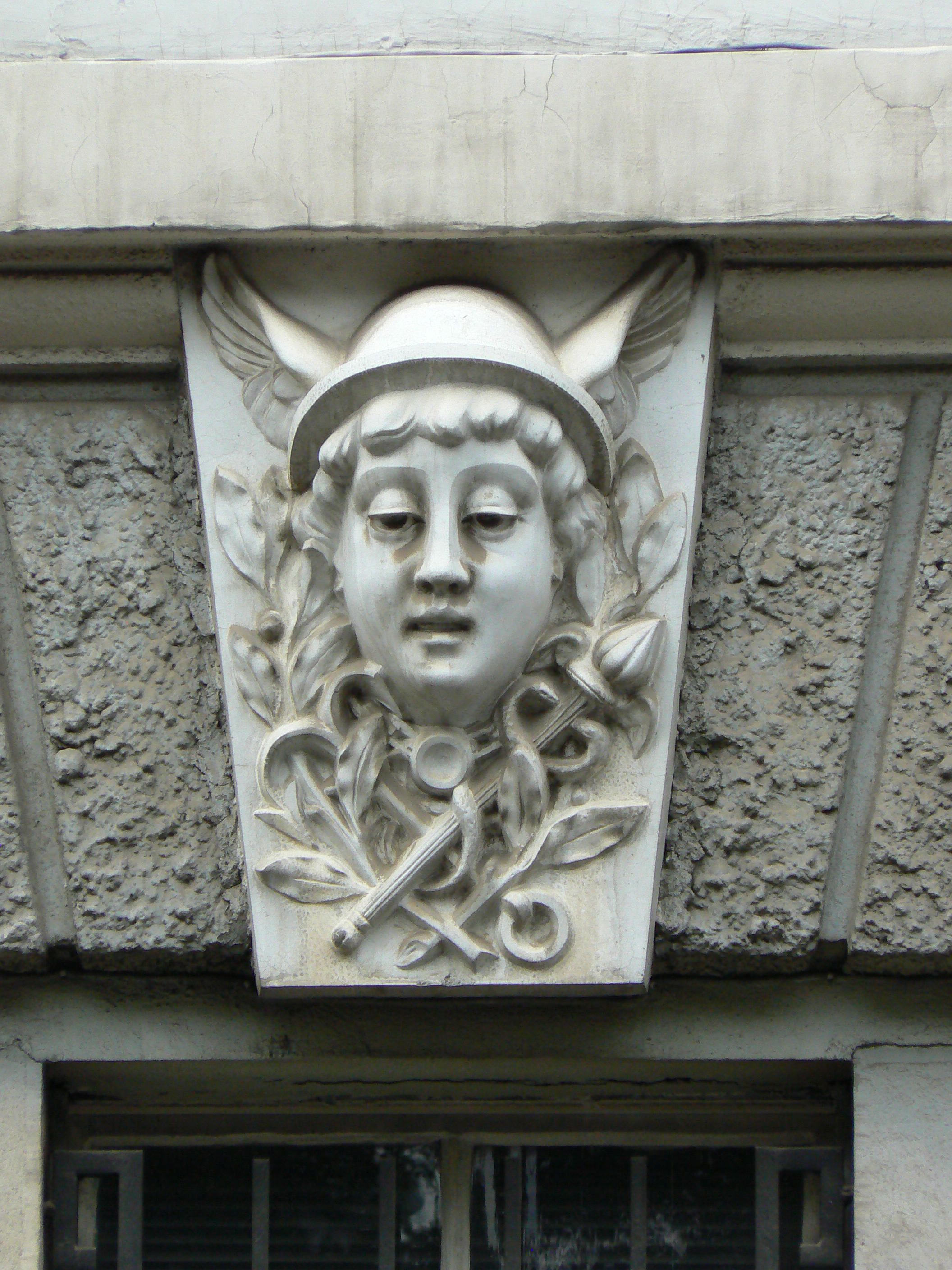
Маскарон на здании Софийского банка